# Mustapha Danso
Mustapha Danso (* unbekannt; † 30. September 1981 in Banjul) war ein gambischer Constable beim Militär, der 1980 Emmanuel „Eku“ Mahoney ermordete, den stellvertretenden Kommandeur der paramilitärischen Field Force des Landes. Dansos Tat führte letztlich auch zu einem versuchten Staatsstreich im Juli 1981 und seiner eigenen Hinrichtung.

## Attentat und Folgen
Danso erschoss Mahoney im Oktober 1980 mit einer automatischen Schusswaffe. Bei seiner Verurteilung im Dezember wurde Danso des Mordes für schuldig befunden und zum Tode verurteilt. Die Unruhen, ausgelöst durch diesen Vorfall, führten zu dem Putschversuch, der am 30. Juli 1981 begann und von Kukoi Samba Sanyang geführt wurde. Präsident Dawda Jawara konnte die Revolte mit Unterstützung senegalesischer Streitkräfte zum 5. August beenden.
Am 30. September 1981 wurde Danso in Banjul hingerichtet. Seit der Unabhängigkeit Gambias im Jahre 1965 war es die erste Hinrichtung.